# Skias (Mythologie)
Skias (altgriechisch Σκιάς Skiás) ist eine Person der griechischen Mythologie.
Sie ist die Gattin des Elieus, ihr Sohn ist Eunostos, der in Tanagra als Heros verehrt wurde. Als Eunostos die Liebe der Ochna zurückweist, bezichtigt sie Eunostos gegenüber ihren Brüdern Ochemos, Leon und Bukolos, ihr Gewalt angetan zu haben. Die Brüder erschlagen ihn daraufhin, weshalb Elieus sie gefangen nehmen lässt. Nachdem Ochna die Wahrheit gestanden und sich aus Reue von einem Felsen gestürzt hat, lässt Elieus sie wieder frei.